# I.De.A Institute
I.De.A Institute S.r.l est l'acronyme de Institute of Development in Automotive Engineering. C'est une société italienne d'ingénierie et de design, études et recherches dans le domaine automobile et motocycle, ainsi que pour l'architecture et l'électronique avancée. La société a été créée en 1978 par Franco Mantegazza.

## Histoire
Créée en 1978, la société I.De.A est bien introduite dans le milieu turinois car son fondateur a travaillé auparavant avec les grands noms italiens du design et de l'architecture, Renzo Piano, Rudolf Hruska ou Ettore Cordiano, directeur technique chez FIAT Auto.
Dès sa création en 1978, le géant italien FIAT lui confie l'étude et la recherche de nouveaux systèmes d'assemblage pour fabriquer des voitures en utilisant des centres de production automatisés indépendants. Le prototype VSS présenté en 1979 inaugure une méthode originale de travail en équipe et I.De.A propose à FIAT le premier concept moderne de "Space Frame" dans la construction automobile.
La société qui, à l'origine est une société anonyme, connait plusieurs mouvements dans son actionnariat. Vendue au groupe suisse Rieter en 2009, elle est revendue en 2010 à l'allemand Quantum Kapital AG. Revendue en 2012 au groupe MPS Automotive, elle est enfin rachetée par son fondateur en 2014 et transformée en Srl (Sarl italienne).
Reprise sérieusement en mains, la société crée trois filiales opérationnelles : au Brésil à Contagem, en Chine à Shanghai et en Allemagne à Munich mais la crise du secteur automobile l'a conduite à la faillite en 2019.

## Quelques réalisations
- 1987/1988 Ferrari 408 4RM
- 1988 FIAT Tipo
- 1989 Lancia Dedra
- 1990 FIAT Tempra
- 1992 Alfa Romeo 155
- 1993 Lancia Delta
- 1993 Nissan Terrano II/Ford Maverick
- 1994 Lancia Kappa
- 1995 Daihatsu Move
- 1996 FIATPalio I-II
- 1996 FIAT Siena I-II
- 1997 Daewoo Nubira
- 1997 FIAT Strada I-II
- 1998 Tata Indica
- 2000 Kia Rio
- 2002 Tata Indigo
- 2004 FIAT Trepiùno (construction uniquement)[1].
- 2004 FIAT Trepiùno Concept
- 2004 Changan CM8
- 2005 Tata Crossover Concept
- 2005 IDEA Gobi Concept
- 2005 IDEA Emerald Concept
- 2006 Tata Cliffrider Concept
- 2006 Buick LaCrosse Concept
- 2008 Changan CV 6
- 2008 IDEA Era Concept Tata Nano
- 2009 Tata Nano Europa Concept
- 2010 IDEA Sofia Concept
- 2011 Tata Manza
- 2011 SsangYong XIV-1 Concept
- 2012 SsangYong XIV-2 Concepts / SsangYong Tivoli
- 2015 Futur-e Concept
- 2016 E-Legante Concept
- 2016 E-Voluzione Concept
- 2018 Lvchi Venere Concept[2].